# 渡辺行男
渡辺 行男（渡邊 行男、わたなべ ゆきお、1926年8月16日 - ）は、日本近代政治史学者。

## 略歴
福岡県豊前市生まれ。明治大学文学部中退。衆議院事務局に入り、1977年より憲政記念館で憲政資料の調査・収集・展示に当る（企画調査主幹）。帰郷し福岡県豊前市立図書館長を経て著述業に専念する。

## 著書
- 『万機公論ニ決スベシ』光風社出版 1981
- 『軍縮 ロンドン条約と日本海軍』ペップ出版 1989
- 『宇垣一成 政軍関係の確執』中公新書 1993
- 『重光葵 上海事変から国連加盟まで』中公新書 1996
- 『中野正剛 自決の謎』葦書房 1996
- 『秋霜の人 広田弘毅』葦書房 1998
- 『明治の気骨 利光鶴松伝』葦書房 2000
- 『守衛長の見た帝国議会』 文春新書 2001
- 『緒方竹虎 リベラルを貫く』弦書房 2006

### 共編
- 『重光葵手記 正・続』 伊藤隆共編、中央公論社 1986-1988

## 論文
- ＜渡辺行男